# Liga MX Femenil
La Liga MX Femenil, ufficialmente nota come Liga BBVA MX Femenil per motivi di sponsorizzazione, è la massima divisione del campionato messicano femminile di calcio, nonché l'unica appartenente alla categoria professionistica, ed è gestita, dalla stagione 2016, dalla Federcalcio messicana (FEMEXFUT). Dopo le due prime edizioni, con sole 16 squadre iscritte, il campionato riprende il format dell'analogo torneo maschile, la Liga MX, a 18 squadre e seguendo lo stesso calendario suddiviso in due tornei distinti, un Torneo de Apertura, che si svolge da luglio a dicembre, seguito dal Torneo de Clausura, che si svolge da gennaio a maggio e che vedono entrambi laurearsi una squadra campione.
La prima competizione ufficiale di coppa nazionale del campionato si è svolta nel maggio 2017 attraverso la Copa MX Femenil, un torneo ora sospeso creato con l'obiettivo di preparare le squadre per la stagione inaugurale del campionato, iniziata nel luglio 2017. L'ex presidente della Liga MX, Enrique Bonilla, ha dichiarato che il campionato è stato creato per supportare le migliori giocatrici della nazionale femminile di calcio del Messico e per costruire un'infrastruttura per il calcio femminile in Messico.
Al dicembre 2023 la squadra più titolata è il Tigres UANL, con sei campionati vinti, seguita da Guadalajara, Monterrey e América con due titoli ciascuno. In totale, solo questi quattro club hanno vinto il titolo della Liga MX Femenil.
L'attuale campionessa in carica è il Tigres UANL che ha sconfitto l'América con un punteggio aggregato di 3-0 nella finale di Apertura 2023 del novembre 2023.

## Albo d'oro
| Stagione          | Campione             | Risultato            | Finalista            |
| ----------------- | -------------------- | -------------------- | -------------------- |
| Apertura 2017     | Guadalajara          | 0-2, 3-0             | Pachuca              |
| Clausura 2018     | Tigres UANL          | 2-2, 2-2 (4-2 dtr)   | Monterrey            |
| Apertura 2018     | América              | 2-2, 1-1 (3-1 dtr)   | Tigres UANL          |
| Clausura 2019     | Tigres UANL          | 1-1, 2-1             | Monterrey            |
| Apertura 2019     | Monterrey            | 1-1, 1-0             | Tigres UANL          |
| Clausura 2020     | Titolo non assegnato | Titolo non assegnato | Titolo non assegnato |
| Guardianes 2020   | Tigres UANL          | 1-0, 0-1 (3-2 dtr)   | Monterrey            |
| Guardianes 2021   | Tigres UANL          | 2-1, 5-3             | Guadalajara          |
| Grita México 2021 | Monterrey            | 2-2, 0-0 (3-1 dtr)   | Tigres UANL          |
| Clausura 2022     | Guadalajara          | 4-2, 0-1             | Pachuca              |
| Apertura 2022     | Tigres UANL          | 1-0, 2-0             | América              |
| Clausura 2023     | América              | 2-1, 2-1             | Pachuca              |
| Apertura 2023     | Tigres UANL          | 3-0, 0-0             | América              |
| Clausura 2023     | Monterrey            | 0-1, 2-1 (4-3 dtr)   | América              |

## Capocannoniere
| Edizione          | Calciatrice                         | Squadra             | Reti |
| ----------------- | ----------------------------------- | ------------------- | ---- |
| Apertura 2017     | Lucero Cuevas                       | América             | 15   |
| Clausura 2018     | Lucero Cuevas                       | América             | 15   |
| Apertura 2018     | Desirée Monsiváis                   | Monterrey           | 13   |
| Clausura 2019     | Fabiola Ibarra Isela Ojeda          | Atlas Santos Laguna | 7    |
| Apertura 2018     | Desirée Monsiváis Viridiana Salazar | Monterrey Pachuca   | 17   |
| Guardianes 2020   | Katty Martínez                      | Tigres UANL         | 18   |
| Guardianes 2021   | Alison González                     | Atlas               | 18   |
| Grita México 2021 | Alicia Cervantes                    | Guadalajara         | 17   |
| Clausura 2022     | Alicia Cervantes                    | Guadalajara         | 14   |
| Apertura 2022     | Mia Fishel                          | Tigres UANL         | 17   |
| Clausura 2023     | Charlyn Corral                      | Pachuca             | 20   |
| Apertura 2023     | Alicia Cervantes Maricarmen Reyes   | Atlas Tigres UANL   | 15   |

### Annotazioni
1. ↑  Il 22 maggio 2020 la Liga MX ha reso noto che il torneo Clausura della Liga MX e della Liga MX Femenil sono stati annullato a causa delle restrizioni dovute al controllo della pandemia di COVID-19, senza che venisse assegnato alcun titolo.[6]

### Fonti
1. ↑  (ES) Sin Puebla ni Jaguares, Liga Femenil alista Copa como ensayo, su mediotiempo.com, 16 febbraio 2017. URL consultato il 3 gennaio 2024.
2. ↑  (ES) La Liga MX anuncia el sorteo para el Torneo de Copa Femenil, su marca.com, 24 aprile 2017. URL consultato il 3 gennaio 2024.
3. ↑  (ES) México tendrá Liga MX femenil a partir de 2017, su elfinanciero.com.mx, 5 dicembre 2016. URL consultato il 3 gennaio 2024.
4. ↑  (ES) ¿Qué equipo ha ganado más Ligas MX Femenil? Todas los campeonas de la historia, su goal.com, 6 giugno 2023. URL consultato il 3 gennaio 2024.
5. ↑  (ES) Tigres levanta su sexto título de la Liga MX Femenil, su espndeportes.espn.com, 28 novembre 2023. URL consultato il 3 gennaio 2024.
6. ↑  (ES) Liga México cancela torneo de fútbol por coronavirus, no habrá campeón, su reuters.com, 22 maggio 2020. URL consultato il 3 gennaio 2024.